# Estádio Municipal Afonsão
Estádio Municipal Afonsão – stadion piłkarski w Careiro Castanho, Amazonas, Brazylia.